# Идиоморфизм
Идиоморфизм (от др.-греч. ἴδιος — свой, своеобразный, особый и μορφή — форма) — способность минералов, кристаллизующихся в магме, принимать свойственные им кристаллографические очертания. Явление идиоморфизма обусловлено кристаллизационной способностью вещества и зависит от порядка выделения минералов в ходе остывания магматического расплава. Наблюдаются также и случаи, когда позже выделившиеся минералы имеют резко выраженный идиоморфный облик по отношению к ранее выделившимся, но это обусловлено уже способностью некоторых кристаллов к росту в твёрдой массе, за счёт вытеснения своими гранями соседних минералов.

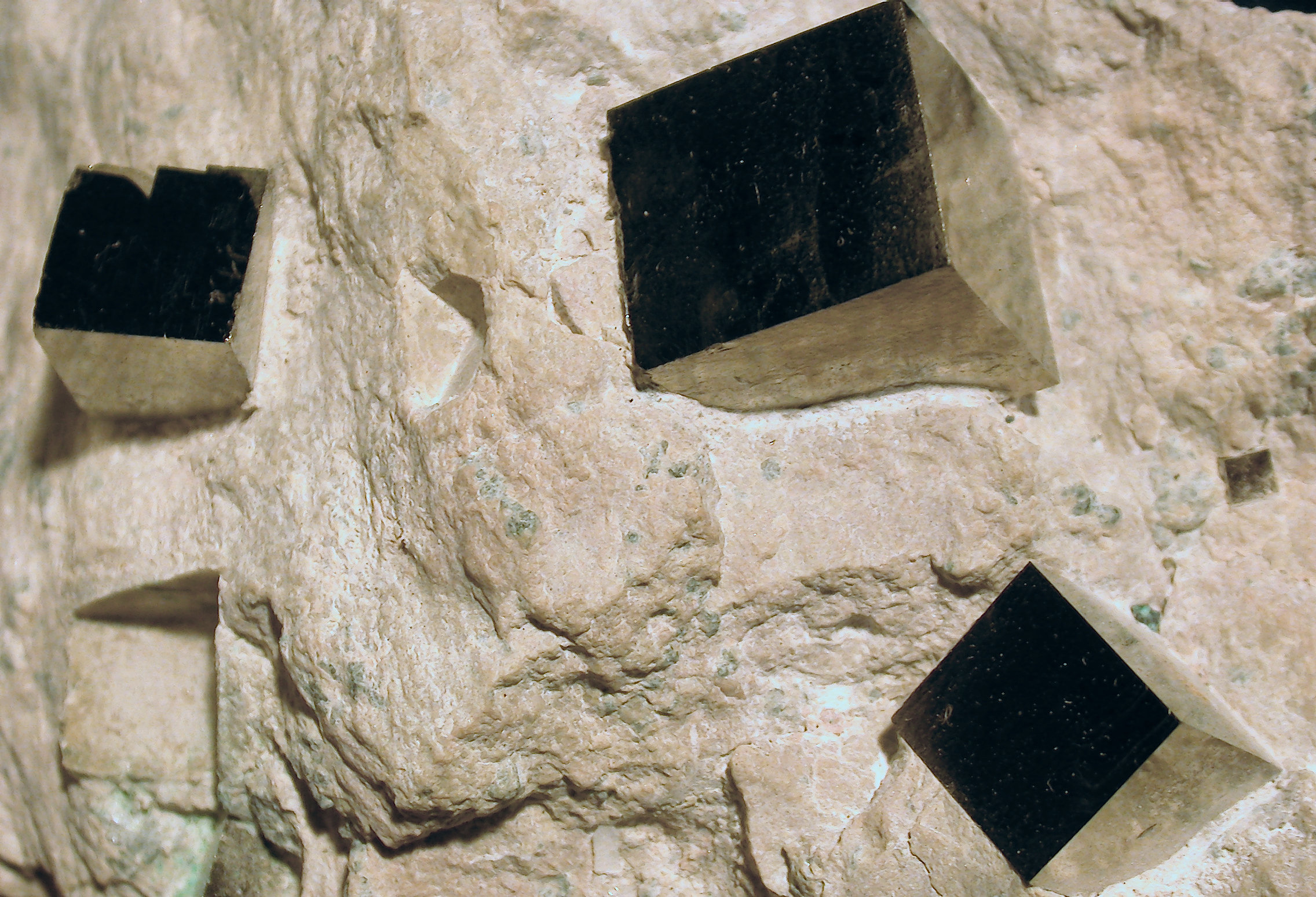
Пирит
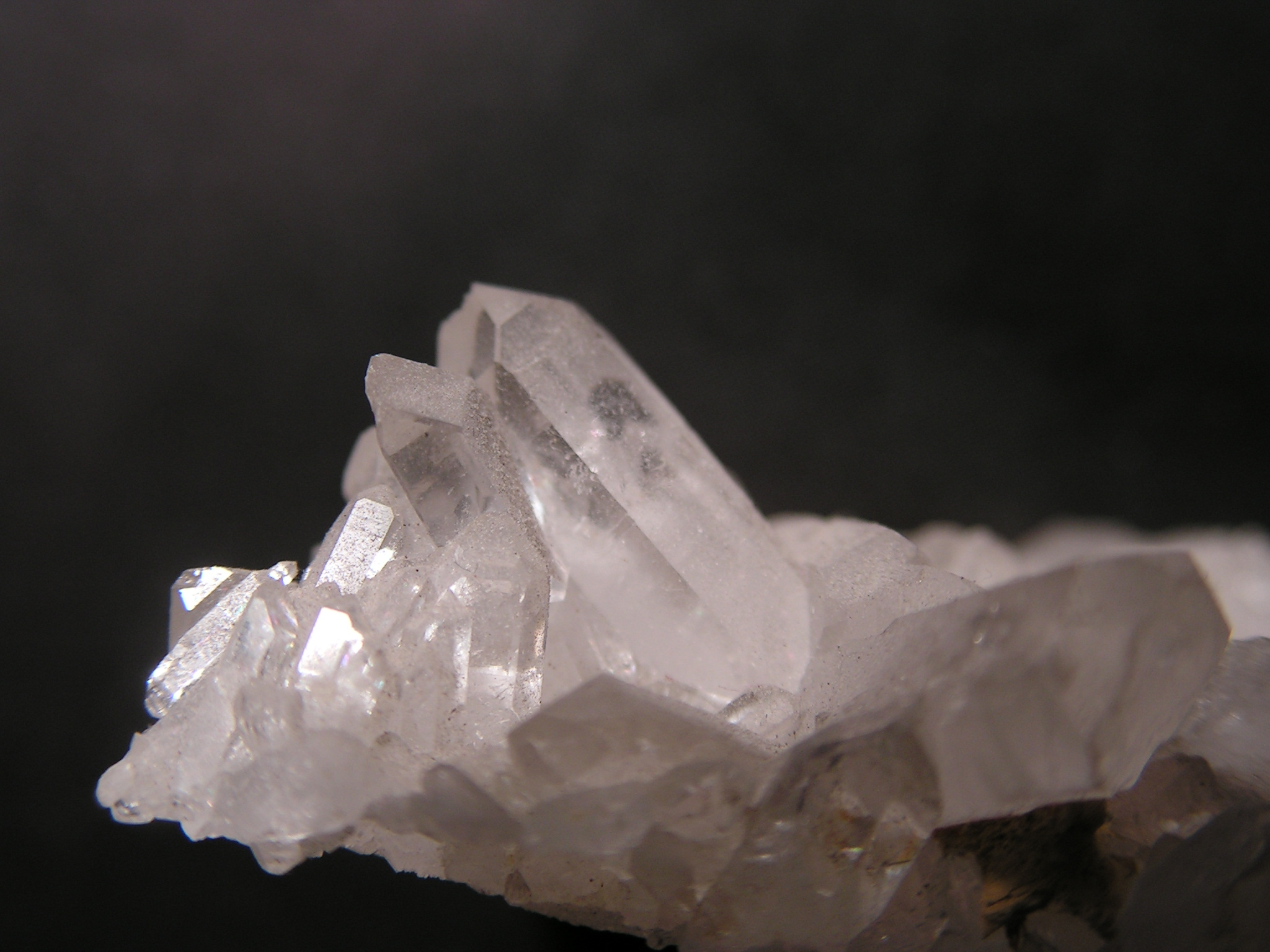
Кварц
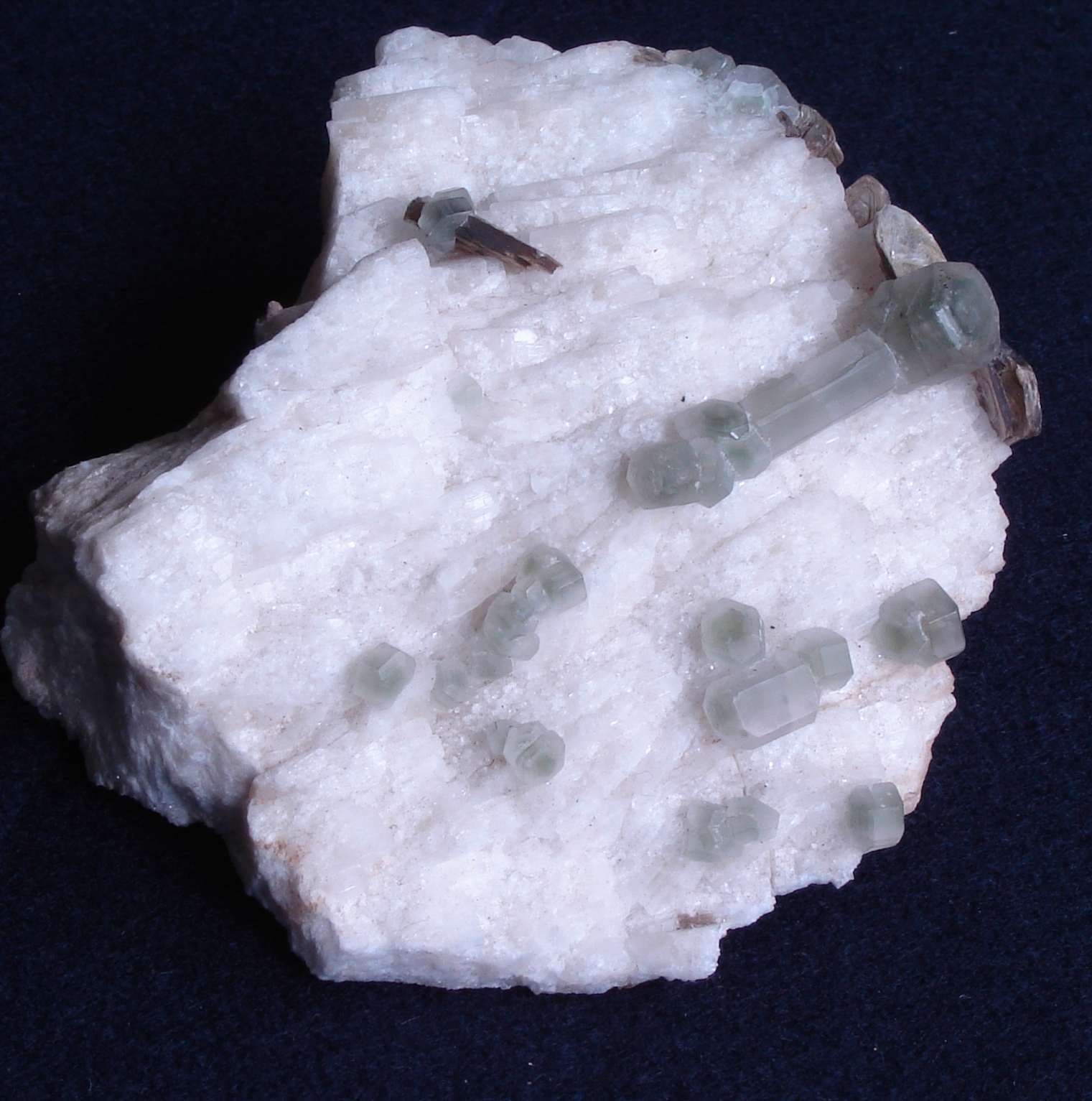
Апатит
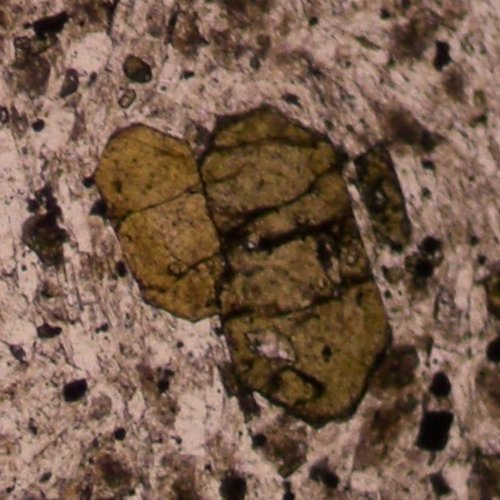
Разрез идиоморфного включения в трахите (аншлиф, поляризационная микроскопия, вид с одним николем)